# Guitarissimo
『guitarissimo』（ギタリッシモ）は、miwaの1枚目のオリジナルアルバム。2011年4月6日にSony Recordsから発売された。

## 概要
当初予定していた発売日は3月30日だったが、同月11日に発生した東日本大震災の影響で、4月6日に変更となった。
初回生産限定盤には2010年12月8日に恵比寿リキッドルームで行ったライブから5曲の映像を収録したDVD『selections from LIQUIDROOM Live on December 8, 2010』とカラー28ページのブックレットが付属しており、ライブツアー『miwa live tour 2011 "guitarissimo"』のチケット先行予約チラシが封入されている。
2011年4月18日付オリコン週間アルバムチャートで初登場1位を獲得し、シングル・アルバムを通じて自身初の1位獲得となった。平成生まれのソロアーティストによる1stアルバムでの1位獲得は本作が初である。

## 収録曲
CD
| 全作詞・作曲: miwa。 |                                |           |            |          |      |
| #                    | タイトル                       | 作詞      | 作曲・編曲 | 編曲     | 時間 |
| 1.                   | 「ありえない!!」               | miwa      | miwa       | NAOKI-T  | 4:21 |
| 2.                   | 「don't cry anymore」          | miwa      | miwa       | NAOKI-T  | 4:41 |
| 3.                   | 「friend 〜君が笑えば〜」      | miwa      | miwa       | NAOKI-T  | 5:44 |
| 4.                   | 「春になったら」               | miwa      | miwa       | L.O.E    | 4:55 |
| 5.                   | 「hys-」                       | miwa      | miwa       | 松浦晃久 | 3:32 |
| 6.                   | 「オトシモノ」                 | miwa      | miwa       | 松浦晃久 | 5:29 |
| 7.                   | 「Dear days」                  | miwa      | miwa       | 松浦晃久 | 5:34 |
| 8.                   | 「醒めない夢」                 | miwa      | miwa       | Quatre-M | 3:26 |
| 9.                   | 「chAngE」                     | miwa      | miwa       | NAOKI-T  | 4:09 |
| 10.                  | 「めぐろ川 <strings version>」 | miwa      | miwa       | 片岡大志 | 5:49 |
| 11.                  | 「ハツナツ」                   | miwa      | miwa       | 松浦晃久 | 4:18 |
| 12.                  | 「リトルガール」               | miwa      | miwa       | 片岡大志 | 4:21 |
| 13.                  | 「僕らの未来」                 | miwa      | miwa       | L.O.E    | 5:19 |
| 14.                  | 「つよくなりたい」             | miwa      | miwa       | Quatre-M | 4:29 |
| 合計時間:            | 合計時間:                      | 合計時間: | 66:07      |          |      |

DVD
| #         | タイトル                                                                               | 作詞 | 作曲・編曲 | 時間 |
| --------- | -------------------------------------------------------------------------------------- | ---- | ---------- | ---- |
| 1.        | 「selections from LIQUIDROOM Live on December 8, 2010」(恵比寿リキッドルーム、5曲収録) |      |            | 4:59 |
| 合計時間: | 合計時間:                                                                              | 4:59 |            |      |

### 楽曲解説
1. ありえない!!
2. don't cry anymore
1stシングル曲
3. friend 〜君が笑えば〜
4. 春になったら
5thシングル曲
5. hys-
読み方は「ヒス」。
6. オトシモノ
4thシングル曲
7. Dear days
8. 醒めない夢
デビュー前に自主制作で発売したシングル「そばにいたいから」には「君の隣でおやすみ」というタイトルで収録されている。
9. chAngE
3rdシングル曲
10. めぐろ川 <strings version>
1stシングルのカップリング曲「めぐろ川」のストリングスバージョン。
シングルに収録の原曲とは異なり、冒頭にサビが追加されている。
11. ハツナツ
フジテレビTWO『恋愛観察バラエティー あいのり2』主題歌
12. リトルガール
2ndシングル曲
13. 僕らの未来
14. つよくなりたい
高校1年生の時に製作された曲。

## 演奏
- miwa
  - Vocal
  - Chorus (#1-5.7-14)
  - Acoustic Guitar (#1-8.11.12.13.14)
  - Electric Guitar (#9)
- Naoki-T
  - Programming (#1.2.3)
  - Electric Guitar (#1.2.3.9)
  - Lead Guitar (#2)
  - Acoustic Guitar (#3)
  - Drums (#9)
- 種子田健：Bass (#1.4.9.13)
- Takako, Sayaka, Tomoko, Eriko：Chorus (#1)
- 松ヶ下宏之
  - Electric Guitar (#2.8.14)
  - Piano (#8.14)
  - Organ (#8)
- 内田敏夫：Electric Guitar (#2)
- 遠藤龍弘：Bass (#2)
- 小嶋英雄：Drums (#2)
- 山本理紗：Violin (#2)
- 美久月千晴：Bass (#3.7.11)
- 沼澤尚：Drums (#3)
- クラッシャー木村ストリングス：Strings (#3)
- L.O.E：Electric Guitar, Programming (#4.13)
- 上杉洋史：Piano (#4.13)
- 村石雅行：Drums (#4.13)
- 四家卯大ストリングス：Strings (#4.13)
- 松浦晃久
  - All Programming (#5)
  - Electric Guitar (#6)
  - Piano (#6.7.11)
  - Keyboards, Acoustic Guitar (#7.11)
- 田中義人：Electric Guitar (#5)
- 荻原"MECKEN"基文：Bass (#5)
- 是永巧一：Lead Guitar (#6)
- 沖山優司：Bass (#6)
- あらきゆうこ：Drums (#6.7.11)
- 小池弘之ストリングス：Strings (#6)
- 今剛
  - Electric Guitar (#7.11)
  - Flat Mandolin (#11)
- 坂井"Lambsy"秀彰：Percussion (#7.11)
- オバタコウジ：Electric Guitar (#8)
- 山口寛雄：Bass (#8.14)
- 江口信夫：Drums (#8.14)
- 金原千恵子ストリングス：Strings (#8.14)
- 西川進
  - Lead Guitar (#9.12)
  - Bass (#12)
- eji：Piano (#10)
- Nona*Iwamura：Percussion (#10)
- 片岡大志
  - Electric Guitar (#12)
  - Other Instruments (#10.12)
- Kurenai：Programming (#10.12)
- 真部裕ストリングス：Strings (#10)
- 浦清英：Keyboards (#12)
- 冬野竜彦：Electric Guitar, Other Instruments (#12)
- 宮川剛：Drums (#12)